# Eric Weil
Eric Weil (* 8. Juni 1904 in Parchim als Erich Weil; † 1. Februar 1977 in Nizza) war ein französischer Philosoph deutsch-jüdischer Herkunft, dessen systematisches Hauptwerk Logique de la philosophie (1950) die Dialektik von Freiheit und Wahrheit in einem offenen philosophischen System entfaltet. In philosophiegeschichtlicher Perspektive handelt es sich um eine Synthese von Kantianismus und Hegelianismus.

## Leben
Erich Weil schrieb 1931 seine philosophische Dissertation als Assistent bei Ernst Cassirer. Er emigrierte 1933 nach Frankreich, 1938 wurde er französischer Staatsbürger. Im Dienst des französischen Militärs geriet er im Zweiten Weltkrieg in deutsche Kriegsgefangenschaft. Nach dem Krieg war er Mitbegründer der Zeitschrift Critique. Ab 1956 war er Professor für Allgemeine Philosophie in Lille, ab 1969 Professor in Nizza. 1970 wurde er in die American Academy of Arts and Sciences gewählt.
Er heiratete 1934 in Paris Anne Mendelsohn (* 25. November 1903 in Stolp bei Königsberg; † 5. Juli 1984 in Nizza), die 1928 bei Ernst Cassirer über Wilhelm von Humboldts Sprachphilosophie promovierte und – neben der Betreuung der Schriften ihres Mannes – im gehobenen Dienst der Europa-Administration in Genf, Luxemburg und Brüssel arbeitete. Sie ist eine der wichtigsten Freundinnen Hannah Arendts seit der Königsberger Zeit.

## Philosophie

### Allgemeine Charakterisierung
Das Zentrum von Weils Philosophie bildet die Logique de la philosophie (1950). Es handelt sich dabei um eine originelle Variante einer von Hegel inspirierten Systemphilosophie: Der Philosoph tritt darin als eine Figur auf, die sich auf die Suche nach dem „absolut kohärenten Diskurs“ (der die Wirklichkeit als Ganzes auf den Begriff bringt) begibt. Der Philosoph will den Sinn der Wirklichkeit begreifen; dazu gehört auch, dass er sich selbst und sein eigenes Tun (als Diskurstreibender) mitbegreift, d. h. den freien Akt des Denkens selbst in die Reflexion über die Wirklichkeit mit einbezieht. Die freie Entscheidung für die Vernunft (der Eric Weil schematisch die Entscheidung für die Willkür, für die Gewalt gegenüberstellt) ist für Weil gleichbedeutend mit dem Willen zur Einheit eines absolut kohärenten Diskurses. Von diesem hegelschen Erbe her ist die Philosophie Weils deutlich von postmodernen bzw. dekonstruktivistischen Diskursen abzugrenzen, insofern diese den Systemanspruch zurückweisen.
Doch Weil verstand sich selbst vor allem als „posthegelianischen Kantianer“ (eine Selbstbezeichnung, die sich nicht in den Schriften Weils findet, aber von Kollegen und Freunden überliefert ist, siehe z. B. Paul Ricœur, Le conflit des interprétations, Paris 1969, p. 402 f.): Das vernünftige, aber doch endliche Wesen, das der Mensch ist (diese Formel des „endlichen Vernunftwesens“ entdeckt Weil bei Kant), findet für seinen Willen zum absolut kohärenten Diskurs keine inhaltliche Erfüllung; die „Weisheit“, zu der die Logique de la philosophie am Ende gelangt, ist kein absolutes Wissen im Stile Hegels, sondern bleibt bewusst ein formales Wissen, das die Fülle der Wirklichkeit diskursiv nicht erreicht.
Die Logique de la philosophie führt einen philosophischen, formal-dialektisch angelegten Meta-Diskurs über philosophische und nichtphilosophische Diskurse, die sich für die philosophische Reflexion in Kategorien (frz. catégorie) zum Ausdruck bringen lassen. Die Entwicklung der insgesamt 18 Kategorien beginnt, strukturell betrachtet, mit einer Kategorie des reinen Inhalts („Wahrheit“) und endet in den formalen Kategorien des „Sinns“ und der „Weisheit“, die (ebenso wie die „Wahrheit“ des Beginns) nicht mehr durch einen bestimmten theoretischen Diskurs zum Ausdruck gebracht werden können, sondern nur mehr durch eine praktische Einstellung (frz. attitude, der zweite Grundterminus neben catégorie) gegenüber Diskursen. Die theoretische Arbeit der Philosophie (die Welt des Diskursiven) befindet sich zwischen diesen Kategorien des Beginns und des Endes. Eric Weil war es daran gelegen, diesen eigentümlich formalen Abschluss seiner Systemkonzeption nicht wieder in einen spezifisch inhaltlichen, ontologischen Diskurs über die Wirklichkeit zu gießen.

### Die Kategorien derLogique de la philosophie

#### Wahrheit (vérité)
Das Philosophieren beginnt mit einer willkürlich gesetzten, anfangs nicht rechtfertigbaren Eingangsdefinition von Philosophie: „Philosophie ist die Suche nach Wahrheit.“ Jedoch, was ist Wahrheit? Wahrheit ist das sprachlich nicht fixierbare Ganze, denn alles ist in der Wahrheit. Die vom philosophischen Diskurs gesuchte Wahrheit ist also selbst nichts diskursiv Aussagbares (wie etwa im traditionellen Wahrheitsbegriff als Entsprechung von Aussage und Wirklichkeit suggeriert wird), sondern bildet den unaussprechlichen Grund, das unbegrenzte Terrain jedes möglichen Diskurses. Der so verstandenen Kategorie (catégorie) der Wahrheit kann einzig eine schweigende Einstellung (attitude) entsprechen.

#### Unsinn (non-sens)
Der schweigende Mensch der „Wahrheit“ kann sich entschließen zu sprechen. Genau darin, in diesem Sprechen, besteht der (nicht deduzierbare) Übergang zur Kategorie-Einstellung des „Unsinns“: Die schweigende Einstellung in der Wahrheit ist nicht identisch mit der sprechenden Einstellung in der Wahrheit, denn erst letzterer zeigt sich, dass alles Sprechen Unsinn ist, weil es die Wahrheit nicht auszudrücken vermag. Konsequenterweise führt diese Einstellung deshalb ins Schweigen zurück. Im Übrigen deutet sich jetzt schon an, dass alles, was in der Kurzdarstellung der ersten Kategorie gesagt wurde, nicht von der Kategorie selbst gesagt werden kann (denn ihre Einstellung ist reines Schweigen). Dies bedeutet, dass wir von Anfang an unterscheiden müssen zwischen der „Lehre“ einer Kategorie und deren „Erläuterung“ durch den Logiker der Philosophie, der mit seiner Eingangsdefinition von Philosophie als Suche nach der Wahrheit die Diskursbewegung in Gang gesetzt hat. Es wird sich im Folgenden zeigen, dass es gerade diese Dialektik zwischen der Lehre einer Kategorie und deren (in ihrer Einstellung implizierten) Ungesagtem, das durch die Erläuterung expliziert wird, ist, die sozusagen den Motor der Entwicklung der logischen Kategorien bildet.

#### Das Wahre und das Falsche (Le vrai et le faux)
Der Mensch des „Unsinns“ kann einen Schritt weitergehen, indem er nicht einfach ins Schweigen zurückkehrt, sondern im Gegenteil die Tatsache anerkennt, dass er gesprochen hat und sprechen kann: Der Unterschied der ersten beiden Kategorien zeigt sich eben nur in der Sprache. Diese Anerkennung der fundamentalen Tatsache der Sprache ist der Grund dafür, dass erst mit dieser Kategorie der philosophische Diskurs beginnt (historisch illustriert durch vorsokratische Philosophen wie Parmenides und Heraklit). Ihre „Lehre“ drückt sich allerdings nicht in einer inhaltlich bestimmten Theorie aus, sondern im poetischen Ausdruck der Wahrheit: Wahr ist, dass die Wahrheit nichts sprachlich Bestimmbares ist; falsch ist, die Wahrheit mit einem bestimmten ausgesagten Inhalt zu identifizieren. Die Wahrheit, die die Kategorie im Sprechen anvisiert, zeigt sich nicht in einem sprachlichen Inhalt, sondern in der (poetischen) Form des Sprechens.

#### Gewissheit (certitude)
Der Mensch muss sich aber nicht mit dieser „formalen“ Wahrheit des poetischen Wortes begnügen, sondern kann sie als inhaltlich fixierten Diskurs auslegen, dessen Wahrheit unmittelbar gegenwärtig und daher gewiss ist. Wenn wir den Menschen der vorhergehenden Kategorie als Meister des poetischen Wortes charakterisieren können, dann ist der Mensch der Gewissheit der Schüler dieses poetischen Meisters, der sich nun daranmacht, die Wahrheit als inhaltlichen, unmittelbar gewissen Diskurs in der Lebenswelt zu begreifen und daher anderen Formen des bloßen, irrenden Sprechens entgegenzusetzen. Ein solcher inhaltlich bestimmter und daher weltbildender Diskurs ist gemeinschaftsstiftend. Wer nicht dieser bestimmten Gewissheitsgemeinschaft angehört, ist kein Mensch, sondern ein „Barbar“.

#### Die Diskussion (La discussion)
Der Mensch der inhaltlichen Gewissheit kann seine Einstellung überschreiten, wenn er die Erfahrung macht, dass es verschiedene Gemeinschaften mit verschiedenen Gewissheiten gibt. Nimmt er diese Erfahrung ernst, dann verwandelt sich seine inhaltliche Gewissheit in die formale Idee einer möglichen Gewissheit, die dann erreicht wäre, wenn alle Menschen sich im Medium der vernünftigen Diskussion geeinigt hätten. Mit der erstmaligen Unterscheidung von Form und Inhalt bekommen wir es in dieser Kategorie mit einer Gestalt der Philosophie zu tun, die uns Heutigen (die wir uns schwer tun, die „Armut“ der bisherigen „primitiven Kategorien“ nachzuvollziehen) vertraut und verständlich ist: Eine Philosophie, die sich als formal kohärenter (widerspruchsfreier) Diskurs (Logik) versteht, und historisch durch die Einstellung des Sokrates illustriert werden kann.

#### Das Objekt (L’objet)
Der Mensch überschreitet die Kategorie der Diskussion, wenn er (durch die Erfahrung der Unabschließbarkeit der Diskussion irre gemacht) nicht mehr bereit ist, sich mit der formalen Sprache der Diskussion zu begnügen: Der Diskurs muss nicht nur widerspruchsfrei sein, sondern mit der Wirklichkeit, mit dem Sein als dem absoluten Objekt des Diskurses, übereinstimmen. Damit ist die logische Geburt der Ontologie vollzogen, deren Einstellung durch Platon historisch illustriert werden kann.

#### Das Ich (Le moi)
Das Sein bzw. die seiende Vernunft, die von der Ontologie entdeckt wird, lässt den Menschen in seiner Individualität unbefriedigt zurück. Der Mensch kann deshalb sein „Ich“ entdecken, dergestalt, dass er zu fragen beginnt, worin für „mich selbst“ das vernünftige Glück liegen könnte. Die Lösung dieses Problems findet das Ich in der Befreiung seines wesentlichen Selbst als Vernunft (historisch zu illustrieren sowohl durch stoische als auch durch epikuräische Philosophie).

#### Gott (Dieu)
Der Mensch muss sich mit dieser Lösung, die einer Aufgabe des Ich gleichkommt, nicht zufriedengeben. In der neuen Einstellung erfährt sich der Mensch einem absoluten, personalen Ich (dem Schöpfer- und Erlösergott der abrahamitischen Religionen: Judentum, Christentum, Islam) gegenüber, das den einzelnen Menschen nicht nur als Vernunftteil bejaht, sondern als konkret existierendes, fühlendes Individuum in seiner leib-seelischen Ganzheit. Gott hält den existierenden Menschen (existentia) im Sein, er ist daher das Wesen (essentia) des Menschen. Mit der Kategorie „Gott“ sind wir an einem entscheidenden Wendepunkt der Kategorienentwicklung angekommen: Hier ist die Geburt der modernen freien Reflexion angesiedelt; denn erstmals reflektiert der Mensch sich selbst in einem Anderen (hier: in Gott), während hingegen die vorhergegangenen „griechischen“ Kategorien (die Diskussion; das Objekt; das Ich) letztlich keine andere Realität als die der Vernunft anerkennen konnten. Allerdings ist die Reflexion des Menschen in Gott allererst Reflexion „an sich“, noch nicht Reflexion „für sich“ (denn der Gläubige kann nicht verstehen, dass Gott das Wesen seiner selbst ist). Die Begriffsarbeit der nun folgenden Kategorien wird darin bestehen, die Reflexion ausdrücklich zu machen, bis hin zur Identität des Selbst und des Anderen in der absoluten Reflexion (siehe „das Absolute“).

#### Bedingung (condition)
Die Erfüllung, die der gläubige Mensch in Gott findet, ist nicht von dieser Welt. Der Mensch, der sich damit nicht zufriedengeben will, weil seine Freiheit nach einem weltlichen Inhalt verlangt, wird die reflexive Struktur in der Immanenz der Welt wiederentdecken: Die Welt ist nichts anderes als ein unendlicher, funktionaler Bedingungszusammenhang, den sich der Mensch in Form des wissenschaftlich-technischen Diskurses für sein Leben dienstbar machen kann. Die diskursive Dominanz dieser Wissenschaft-Technik und die damit verbundene gesellschaftliche Rationalisierung charakterisiert Eric Weil als „unsere Situation“ in der Gegenwart.

#### Bewusstsein (conscience)
Doch der Mensch muss sich mit den funktionalen Zusammenhängen, die der wissenschaftlich-technische Diskurs entdeckt, nicht zufriedengeben. Der Mensch der neuen Einstellung kann den unendlich-reziproken Bedingtheiten des naturwissenschaftlichen Diskurses die einzige unbedingte, absolute Bedingung entgegensetzen, die jeden naturwissenschaftlichen Diskurs aus prinzipiellen Gründen übersteigt, die dieser aber als unbedingt geltend voraussetzen muss: das transzendentale Ich in seiner transzendentalen Freiheit, das als setzendes Bewusstsein jeden Diskurs allererst ermöglicht. Zur historischen Illustration ist hier zum Teil an die Transzendentalphilosophie Kants, vor allem jedoch an die Fichtesche Version der Transzendentalphilosophie zu denken.

#### Intelligenz (intelligence)
Der Mensch der neuen Einstellung betrachtet den unabschließbaren Kampf des setzenden transzendentalen Ich gegen das gesetzte empirische Ich als gewonnen und beginnt stattdessen, die empirischen Welten als Setzungen von transzendentalen Subjekten mit je spezifischen Interessen zu interpretieren. Was dabei herauskommt, ist die Gründung der Geisteswissenschaft als Weltanschauungslehre aus der Perspektive eines uninteressierten Beobachters, einer „freien Intelligenz“.

#### Persönlichkeit (personnalité)
Der Mensch wird sich mit diesem leeren, interesselosen Spiel der Intelligenz nicht begnügen, wenn er zu merken beginnt, dass er als uninteressierter Beobachter zwar alle anderen Menschen in ihren Interessen und Weltanschauungen versteht, jedoch gerade sich selbst in seinem Tun nicht. Die „Persönlichkeit“ verwirft die Position des uninteressierten Beobachters und erhebt den Anspruch, ein freies, authentisches Selbst zu sein, das sich selbst in seinem Leben transparent wird. Die Persönlichkeit, die sich als absolute weltliche Freiheit erfährt, muss jedoch bemerken, dass es keinen ihr gemäßen authentischen Diskurs geben kann, der ihre absolute Konfliktidentität (in der Welt und Freiheit punktuell eins sind) ausdrücken kann. Diese Kategorie kann historisch durch Nietzsche illustriert werden.

#### Das Absolute (L’absolu)
Der Mensch der neuen Einstellung begreift den Konflikt der Persönlichkeit als eine Gestalt des Konfliktes, den die Welt selbst ist. Dieser Konflikt der Welt kann vom „absolut kohärenten Diskurs“ auf den Begriff gebracht werden. Der absolut kohärente Diskurs ist das Denken, das sich selbst denkt, die absolute Reflexion des Absoluten, in der die Identität von Denken, Sein, Freiheit und Vernunft zum Vorschein kommt. Als historische Illustration kann Hegel dienen.

#### Das Werk (L’œuvre)
Der absolute Diskurs hat alle Partikularitäten im konkreten Universalen „aufgehoben“. Damit scheint die Philosophie als Suche nach der Wahrheit endlich seine absolute Verwirklichung gefunden zu haben. Jedoch, die Originalität der Philosophie Eric Weils äußert sich darin, dass gerade an dieser Stelle das philosophische Fragen weitergeht bzw. neu beginnt. Es zeigt sich nämlich, dass das Individuum gegen den absoluten Diskurs revoltieren kann, weil es die Opferung seiner selbst in Hinblick auf den absoluten Diskurs als für es sinnlos ablehnen kann. Die absolute Ablehnung des absoluten Diskurses äußert sich in einer stummen, antiphilosophischen Einstellung des bloßen Machens um des Machens willen: in der Gewalt, zu der sich das Individuum in seiner Freiheit entscheiden kann. Für den erläuternden Blick auf diese stumme Einstellung der Gewalt zeigt sich jetzt, dass sich die Kluft zwischen Freiheit und Diskurs, die „das Absolute“ zu schließen glaubte, nicht schließen lässt. Mit diesem Faktum der Revolte ergibt sich eine neue Art des philosophischen Fragen: eine philosophische Reflexion über die Philosophie selbst.

#### Das Endliche (Le fini)
Der Mensch, der die absolute Revolte gegen den philosophischen Diskurs (in Form des „Absoluten“) betrachtet, aber selbst als Philosoph weiter sprechen will, entdeckt die wesenhafte Endlichkeit des Menschen: Ein kohärenter Diskurs ist aufgrund der exzessiven Freiheit, die sich in der sinnlos-poietischen Gewalt des „Werkes“ ausdrückt, unmöglich und zum prinzipiellen Scheitern verurteilt. Die Endlichkeit zeigt sich darin, dass alles menschliche, freie Entwerfen scheitern muss, d. h. der Mensch „ist“ nicht, sondern „ist“ (paradox ausgedrückt) nicht-objektivierbares, unabschließbares „Sein-Können“. Der Philosophie bleibt die Aufgabe, diese Paradoxien des Endlichen in einem ausdrücklich „inkohärenten Diskurs“ auszudrücken, um so für die „Fundamentalpoesie“ (die ursprünglich-schöpferische Gewalt in der Sprache, die sich im Dichten kundtut) die Ohren zu öffnen. Zur historischen Illustration dieser Kategorie ist an Heidegger zu denken.

#### Die Handlung (L’action)
Der Mensch der Handlung ergreift die Möglichkeit einer Versöhnung des absoluten Diskurses und der Kategorien der Revolte (das Werk; das Endliche), und zwar dann, wenn er die praktische, handelnde Dimension des Diskurses ernst nimmt: Er begreift, dass sich die Philosophie in einer Dialektik von Diskurs und Situation (bzw. von Kategorie und Einstellung; oder in den formalen Reflexionsbegriffen einer Logik der Philosophie: von Lehre und Erläuterung) entwickelt hat. Der letzte Schritt dieser Dialektik muss darin bestehen, die Philosophie als kohärente Lebenswelt zu verwirklichen, d. h. die Philosophie hat sich im politischen Handeln zu realisieren. Zur historischen Illustration der praktischen Dimensionen dieser Kategorie ist an Marx zu denken (vgl. dessen bekannte 11. Feuerbach-These: „Die Philosophen haben die Welt nur verschieden interpretiert, es kommt drauf an, sie zu verändern.“). „Die Handlung“ ist die letzte konkrete Kategorie-Einstellung der Logik der Philosophie, d. h. sie ist nicht überwindbar zugunsten einer neuen konkreten Einstellung mit eigenen Diskurs. Die (nicht-marxistische) politische Ausarbeitung der Kategorie liefert Eric Weil in seiner Philosophie politique.

#### Sinn (sens)
Trotz dieses Endes der Philosophie in der „Handlung“ folgen noch zwei weitere Kategorien. Wie ist dies zu verstehen? Die letzten beiden Kategorien sind formale Kategorien ohne eigenen Diskurs, d. h. sie formulieren keine neue Position der Philosophie in Opposition zu früheren Kategorien, sondern haben den Zweck, das gerade vollendete Projekt einer Logik der Philosophie selbst zu fundieren. Zur Kategorie des „Sinns“ kann der Mensch, der in der Einstellung der „Handlung“ lebt, gelangen, wenn er sich fragt, was das Ziel seines Handelns ist. Die Antwort lautet: Das Ziel des Handelns ist der Sinn als das erfüllte, zufriedene Leben in einer Gegenwart, in der es keinen Bedarf an philosophischem Diskurs und damit an Handeln mehr gäbe. Dieser Sinn jenseits der Philosophie und der Handlung ist freilich notwendigerweise nicht diskursiv fassbar, sondern nur dessen formale Gestalt. Die Logik der Philosophie denkt den konkreten, partikularen Sinn aller genannten Kategorien-Einstellungen in formaler Einheit, eben als System einer Vielzahl von irreduziblen philosophischen Kategorien. Das Selbstverständnis der Logik der Philosophie klärt sich: Es ist eine formale Wissenschaft des konkreten Sinns.

#### Weisheit (sagesse)
Der Mensch der „Handlung“ ist auf dem Weg der Verwirklichung des Sinns, während der Philosoph diesen Sinn auf dem Wege seiner Verwirklichung denkt. Aber was ist ein weiser Mensch? Der Weise vollendet die Verwirklichung der Philosophie (die ja schon in ihrem Begriff das „Streben nach Weisheit“ ist), indem er die Möglichkeitsbedingung für die konkrete Sinnsuche und der formalen Einheit in der Wissenschaft des Sinns begreift: die Wirklichkeit des Sinns, die strukturierte Ordnung der Welt (den Kosmos). Der Philosoph denkt den Sinn, der Weise hingegen sieht und lebt den tatsächlichen Sinn des Ganzen, er erfährt, in seiner jeweiligen Diskurs-Situation, die Einheit von Leben und Reflexion. Die „Weisheit“ führt insofern zum Beginn der Logik der Philosophie in der „Wahrheit“ zurück, als sie die Öffnung der endlichen menschlichen Freiheit auf das Ganze der Wahrheit bildet.
Weils Logik lässt sich als Explikation dessen verstehen, was es heißt, ein „endliches“, aber doch „vernünftiges“ (und damit in Kontakt mit dem Unendlichen befindliches) Wesen zu sein.

### Werke
Im Folgenden werden zuerst die vorhandenen deutschen Übersetzungen angeführt, sodann folgt eine kommentierte chronologische Auflistung der wichtigsten Werke Eric Weils.
- Philosophie der Politik. Luchterhand, Berlin 1964.
- Probleme des kantischen Denkens. Duncker & Humblot, Berlin 2002, ISBN 3-428-10612-1

1950
- Logique de la philosophie. Vrin, Paris (Systematisches Hauptwerk)
- Hegel et l'Etat. Vrin, Paris (Studie zu Hegels politischer Philosophie, wichtiger Impuls für die französische Hegel-Rezeption)

1956
- Philosophie politique. Vrin, Paris (Philosophische Entfaltung des politischen Handelns)

1961
- Philosophie morale. Vrin, Paris (Philosophische Entfaltung des moralischen Lebens)

1963
- Problèmes kantiens. Vrin, Paris (Aufsätze zum Unterschied von Denken und Erkennen, zur „zweiten kopernikanischen Revolution“ in Kants „Kritik der Urteilskraft“ und zur Rolle von Geschichte und Politik im Denken Kants)

1970
- Problèmes kantiens. Vrin, Paris (2. Aufl., um einen Aufsatz mit dem Titel „Das radikale Böse, die Religion und die Moral“ ergänzt)
- Essais et conférences. Plon, Paris (Zweibändige Sammlung von Vorträgen und Aufsätzen zu Themen der allgemeinen Philosophie und der politischen Philosophie)

1982
- Philosophie et réalité. Beauchesne, Paris (Postum veröffentlichte Sammlung von weiteren Aufsätzen und Vorträgen)

1985
- La Philosophie de Pietro Pomponazzi. Pic de La Mirandole et la critique de l’astrologie. Vrin, Paris (Postume Veröffentlichung von akademischen Arbeiten zu zwei Philosophen der Renaissance, aus der Zeit vor dem Zweiten Weltkrieg)

2003
- Philosophie et réalité II. Beauchesne, Paris (Texte aus dem Nachlass)

2007
- Éric Weil, Ficin et Plotin, Paris, L’Harmattan (Originaltext „Ficin und Plotin“; Kommentare von Alain Deligne. Übersetzung ins Französische von Alain Deligne und Martin Engelmeier)

### Sekundärliteratur
Im Folgenden sind die deutschsprachigen Publikationen zu Eric Weil sowie eine kleine Auswahl der wichtigsten französischsprachigen Publikationen vermerkt.
- Bizeul, Yves [Hrsg.]: Gewalt, Moral und Politik bei Éric Weil. Lit Verlag, Hamburg 2006, ISBN 3-8258-9218-2.
- Canivez, Patrice: Éric Weil ou la question du sens. Ellipses, Paris 1998, ISBN 2-7298-4871-1.
- Deligne, Alain: Éric Weil. Ein zeitgenössischer Philosoph. Einführung in das Werk. Anthologie von Erstübersetzungen aus dem Französischen nebst Erstveröffentlichung eines Typoskripts, Bibliographie. Romanistischer Verlag, Bonn 1998, ISBN 3-86143-082-7.
- Deligne, Alain: L'itinéraire philosophique du jeune Éric Weil. Hambourg-Berlin-Paris, Villeneuve D'Ascq, Presses universitaires du Septentrion, 2022, ISBN 978-2-7574-3646-2.
- Ganty, Etienne: Penser la modernité. Essai sur Heidegger, Habermas et Éric Weil. Presses Universitaires de Namur, Namur 1997, ISBN 2-87037-214-0.
- Kirscher, Gilbert: La philosophie d’Eric Weil. Systematicité et ouverture. Presses Universitaires de France, Paris 1989, ISBN 2-13-042361-2.
- Mohr, Georg; Siep, Ludwig [Hrsg.]: Eric Weil. Ethik und politische Philosophie. Duncker & Humblot, Berlin 1997, ISBN 3-428-08873-5.
- Perine, Marcelo: Philosophie et violence. Sens et intention de la philosophie d'Eric Weil. Beauchesne, Paris 1991, ISBN 2-7010-1240-6.
- Savadogo, Mahamadé: Éric Weil et l'achèvement de la philosophie dans l'Action. Presses universitaires de Namur, Namur 2003, ISBN 2-87037-429-1.
- Schuchter, Patrick: Der Weg des Denkens in die Gegenwart und die Entscheidung für die Vernunft. Passagen, Wien 2014, ISBN 978-3-7092-0146-6